# Ярославский, Давыд Данилович Хромой
Князь Давыд Данилович Ярославский по прозванию Хромой — воевода, наместник и боярин во времена правления Ивана III Васильевича и Василия III Ивановича.
Из княжеского рода Ярославские. Единственный сын князя и воеводы Данилы Васильевича.

## Биография
В 1492 году воевода войск правой руки в походе на Сиверск. В 1505 году второй наместник в Дмитрове. В 1506 году второй воевода Передового полка в походе к Казани. В 1507 году третий воевода войск правой руки в литовском походе, с князем Семёном Стародубским. В 1508 году второй воевода войск правой руки в походе против литовцев. В 1509 году второй воевода Передового полка в казанском походе. В 1512 году третий воевода войск правой руки на Угре, в связи с крымской угрозой. В 1513 и 1514 годах, в двух походах, третий воевода войск правой руки к Смоленску, где упомянут бояриным родного брата великого князя Василия III Ивановича — князя Юрия Ивановича. В 1518 году упомянут бояриным князя Юрия Ивановича в Дмитровском уделе.
Умер до 7 октября 1536 года.